# Lorenzo Staelens
Lorenzo Jules Staelens (Lauwe, 30 de abril de 1964) é um treinador e ex-futebolista belga que atuava como volante ou zagueiro. Atualmente está sem clube.

## Carreira
Quando jogador, fez parte de uma das maiores gerações vitoriosas do Brugge.

## Títulos
Brugge
- Campeonato Belga: 1989–90, 1991–92, 1995–96 e 1997–98
- Supercopa da Bélgica: 1990, 1991, 1992, 1994, 1996
- Torneio de Amsterdã: 1990
- Copa da Bélgica: 1990–91, 1994–95 e 1995–96

Anderlecht
- Campeonato Belga: 1999–00
- Copa da Liga Belga: 2000
- Supercopa da Bélgica: 2000

### Prêmios individuais
- Futebolista Belga do Ano: 1993–94
- Chuteira de Ouro Belga: 1999